# Geostorm
Pour plus de détails, voir Fiche technique et Distribution.
Geostorm, ou Géotempête au Québec, est un film de science-fiction catastrophique américain coécrit, coproduit et réalisé par Dean Devlin, sorti en 2017.
En 2019, une succession de catastrophes naturelles laisse la planète endeuillée. Une vingtaine de pays parmi les plus riches et les plus avancés technologiquement décident de s'unir en construisant un réseau satellitaire visant à réguler le climat. Celui-ci est baptisé Dutch Boy ("Le garçon néerlandais", par référence au héros du roman Les Patins d'argent), et les États-Unis en assurent le commandement. Son contrôle opérationnel a lieu via la station spatiale internationale, considérablement agrandie et dotée d'effectifs importants, permettant de juguler canicules et autres tempêtes et de protéger la terre. Le docteur Jake Lawson, directeur du projet, est cependant renvoyé par son jeune frère Max après avoir activé en urgence Dutch Boy sans autorisation pour stopper une catastrophe en Chine et pour avoir humilié publiquement un sénateur. Trois ans plus tard, à la veille du transfert du commandement du réseau satellitaire à la communauté internationale, un village et ses habitants congelés sont découverts en Afghanistan, puis une explosion de gaz frappe Hong Kong après une brusque élévation des températures, tandis qu'un astronaute chargé de la maintenance de la station internationale est éjecté dans l'espace. Rappelé en urgence dans la station pour régler ces défaillances, Jake Lawson est victime d'un sabotage. Alors qu'il tente d'en découvrir l'origine, son frère Max met à jour un complot gouvernemental visant à détourner Dutch Boy pour créer une nouvelle arme de destruction massive : une géotempête.

## Synopsis
En 2019, à la suite de nombreuses catastrophes naturelles, une coalition internationale met en service  Dutch Boy, un système de satellites pour le contrôle climatique. Bien qu'il ait neutralisé un typhon à Shanghai, une commission du Sénat américain réprimande l'architecte en chef Jake Lawson, qui a mis Dutch Boy en ligne sans autorisation. Il est remplacé par son petit frère Max, qui travaille sous la direction du secrétaire d'État américain Leonard Dekkom.
Trois ans plus tard, une équipe de l'ONU stationnée dans le désert d’Afghanistan découvre un village et sa population congelés. Makmoud Habib, ingénieur indien travaillant dans la Station spatiale internationale climatique (ICSS), copie les données du satellite responsable de l'Afghanistan sur un disque dur avant d'être tué dans un prétendu accident. Le jour suivant à Hong Kong, tandis que Cheng Long cherche à en apprendre plus sur la défaillance du satellite en question, un autre satellite augmente considérablement les températures, provoquant des tourbillons de feu et l'effondrement de nombreux bâtiments.
Après avoir convaincu le président américain Andrew Palma de mener une enquête, Max persuade Jake de se rendre à l'ICSS. Ce dernier y examine les satellites défectueux, qui ont été endommagés et dont les données ont été effacées. Il travaille avec le commandant de la station Ute Fassbinder et son équipage, composé de l'ingénieur Eni Adisa, du spécialiste des systèmes Duncan Taylor, du technicien Al Hernandez et de l'agent de sécurité Ray Dussette. L'équipe ne peut récupérer le disque dur du satellite de Hong-Kong car celui-ci a subi un accident qui le rend inexploitable. Cependant, Dussette indique à Jake et Ute qu'ils peuvent récupérer le disque dur d'un des panneaux éjectés qui ont tué Habib, resté accroché à l'extérieur de la station. Jake et Ute sortent dans l'espace pour aller le chercher. Un nouvel incident a lieu durant leur sortie : Jake manque d'être tué par le dysfonctionnement du réacteur dorsal de sa combinaison, peu après avoir récupéré le panneau qu'il est contraint de lâcher. Il a cependant réussi à en récupérer le disque dur, mais il décide de le cacher au reste de l'équipe, soupçonnant l'existence d'un traître. En examinant les données, Jake et Ute découvrent qu'un virus y a été introduit, provoquant des dysfonctionnements et effaçant l'accès à la connexion au satellite des responsables de la station. Jake en informe son frère par un message codé (au sujet d'une partie de pêche en famille imaginaire).
Cheng Long découvre que Max et lui et ont perdu l'accès à la connexion et avertit Max d'un risque de cataclysme mondial : la Géotempête, si le dysfonctionnement persiste. Cheng est poursuivi jusqu'à Washington, D.C. par des agents gouvernementaux voyous, qui provoquent sa mort dans un accident ; il a cependant le temps de donner une information à Max, avec qui il avait rendez-vous, en prononçant le mot « Zeus », nom du dieu maître de la foudre dans la mythologie grecque. Avec l'aide de l'informaticienne Dana, Max découvre que seule une personne très haut placée peut être derrière le complot du projet Zeus. Soupçonnant que le président Palma utilise Dutch Boy comme une arme, Jake demande à Max de redémarrer le système pour éliminer le virus, ce qui nécessite un code détenu par le seul Palma. Ayant découvert que le projet Zeus simule des conditions météorologiques extrêmes pour créer une géotempête, Max demande à sa petite amie, l'agent des services secrets Sarah Wilson, d'obtenir le code. Elle introduit Max auprès de Dekkom, membre de la délégation du président, alors que celui-ci s'apprête à faire un discours de campagne pour sa réélection, à Orlando en Floride.
Le personnel de l'ICSS parvient à neutraliser les satellites défectueux en les mettant hors service par des collisions avec leurs satellites de remplacement lancés à cet effet. Ainsi est neutralisée une tempête de glace qui frappe Rio de Janeiro. Mais l’équipe ICSS perd le contrôle de toutes les opérations en raison du lancement du programme d’autodestruction de la station qui ne peut être arrêté. Alors que l'ordre d'évacuation est donné, Jake comprend que Duncan est le traître qui a organisé la mort de Habib et créé les tempêtes : l'analyste avoue sa trahison, dont les mobiles sont l'argent et le plaisir de voir la fin du monde ; dans la bagarre qui s'ensuit, Duncan est  accidentellement éjecté dans l'espace. 
Pendant ce temps, de nouvelles catastrophes frappent le monde (tornades à Mumbai, vague de chaleur à Moscou, tsunami à Dubaï, tempête de grêle à Tokyo). Au cours de la Convention du parti démocrate à Orlando, Max découvre que cette ville est la prochaine cible. Max demande l'aide de Dekkom, mais celui-ci tente de le tuer, se révélant être le saboteur. Max et Sarah kidnappent alors le président Palma pour le protéger des agents de Dekkom et sécuriser le code de "mise à mort" de la station spatiale. Tandis qu'ils fuient l'arène avant qu'elle ne soit foudroyée au cours d'un violent orage, Max révèle la trahison de Dekkom à Palma. Après une course-poursuite, Dekkom est arrêté ; son plan visait à éliminer tous les successeurs potentiels du président, lui permettant ainsi de dominer le monde et d'éliminer les ennemis de l'Amérique. Max et Sarah escortent Palma au Centtre spatial Kennedy de Cap Canaveral, et transmettent le code à Jake, mais ils apprennent que la séquence d'autodestruction ne peut pas être arrêtée.
Alors que l'équipage a évacué la station, Jake et Ute y restent pour assurer le redémarrage du système, éliminant le virus et transférant le contrôle du satellite à la NASA, empêchant ainsi la Géotempête à la dernière seconde. Ils s'échappent ensuite dans un satellite de remplacement tandis que l'autodestruction de la station se termine. Ils utilisent les propulseurs de leur satellite pour envoyer un SOS et une des navettes qui évacuent le personnel de la station les récupère.
Six mois plus tard, Jake travaille à nouveau comme ingénieur en chef chez Dutch Boy, désormais administré par un comité international. Lui, sa fille Anna et son frère Max font pour la première fois une partie de pêche en famille comme celle évoquée plus tôt.

## Fiche technique
- Titre original : Geostorm
- Titre québécois : Géotempête
- Réalisation : Dean Devlin
- Scénario : Dean Devlin et Paul Guyot
- Direction artistique : Kirk M. Petruccelli
- Décors : Vlad Bina et Page Buckner
- Costumes : Susan Matheson (en)
- Photographie : Roberto Schaefer (en)
- Montage : Ron Rosen
- Musique : Lorne Balfe
- Production : Jerry Bruckheimer, Dean Devlin, David Ellison, Dana Goldberg, Rachel Olschan et Marc Roskin
- Sociétés de production : Jerry Bruckheimer Films[1], Electric Entertainment, Skydance Productions et Warner Bros.[2]
- Société de distribution : Warner Bros.
- Pays d'origine :  États-Unis
- Langue : anglais
- Format : couleur - son Dolby Atmos
- Genre : science-fiction catastrophique
- Durée : 109 minutes
- Dates de sortie :
  - Belgique : 18 octobre 2017
  - États-Unis : 20 octobre 2017
  - France : 1er novembre 2017

## Distribution
- Gerard Butler (VF : Boris Rehlinger ; VQ : Daniel Picard) : Dr Jake Lawson, directeur du projet Dutch Boy
- Jim Sturgess (VF : Damien Ferrette ; VQ : Philippe Martin) : secrétaire d'État assistant Max Lawson, frère de Jake
- Abbie Cornish (VF : Ingrid Donnadieu ; VQ : Éveline Gélinas) : agent Sarah Wilson du Secret Service
- Alexandra Maria Lara (VF : Ludmila Ruoso ; VQ : Mélanie Laberge) : Dr Ute Fassbinder, commandante de l'ISS
- Andy García (VF : Bernard Gabay ; VQ : Jean-Luc Montminy) : président Andrew Palma
- Ed Harris (VF : Féodor Atkine ; VQ : Éric Gaudry) : secrétaire d'État Leonard Dekkom
- Daniel Wu (VF : Sylvain Agaësse ; VQ : Nicolas Charbonneaux-Collombet) : Cheng Long, superviseur chinois de Dutch Boy
- Zazie Beetz (VF : Fily Keita ; VQ : Catherine Brunet) : spécialiste Dana, experte en cybersécurité
- Eugenio Derbez (VF : Julien Chatelet) : astronaute Al Hernandez, roboticien de l'ISS
- Amr Waked (VF : Mathieu Buscatto) : astronaute Ray Dussette, chef de la sécurité de l'ISS
- Adepero Oduye (VF : Claire Morin) : astronaute Eni Adissa, experte en génie civil de l'ISS
- Robert Sheehan (VF : Fabrice Fara ; VQ : Hugolin Chevrette) : astronaute Duncan Taylor, analyste système de l'ISS
- Richard Schiff (VF : Philippe Peythieu ; VQ : Jacques Lavallée) : sénateur Thomas Cross
- Mare Winningham : Dr Cassandra Jennings
- Talitha Eliana Bateman (VF : Alice Orsat ; VQ : Marguerite D'Amour) : Hannah Lawson, fille de Jake Lawson
- Daniella Garcia (VF : Sandra Valentin) : Mickey
- Ritchie Montgomery (de) : Mike
- David S. Lee (VF : Joël Martineau) : Rico
- Billy Slaughter (en) : Karl Dright
- Gregory Alan Williams (VF : Thierry Desroses) : général Montgraff
- Richard Regan Paul (VF : Jean-Rémi Tichit) : Makmoud Habib
- David Jensen (VF : Laurent Mantel) : Dr Brackish Quigley
- Derek Roberts (VF : Namakan Koné) : major Collner
- Corey Mendell Parker (VF : Frédéric Souterelle) : Lammy
- Randall Newsome : vice-président Miller
- Julia Denton (VF : Barbara Kelsch) : Olivia Lawson
- Drew Powell : Chris Campbell (non crédité)

 Source et légende : version française (VF) sur RS Doublage
 Source et légende : version québécoise (VQ) sur Doublage.qc.ca

## Accueil

### Sorties
Warner Bros., en août 2014, annule la sortie de ce film jadis annoncée pour le 26 mars 2016 afin de le remplacer par Batman v Superman : L'Aube de la justice (Batman v Superman: Dawn of Justice). En décembre 2014, la distribution modifie la date du film réel Le Livre de la jungle (Jungle Book) d'Andy Serkis en 2017, et prévoit la sortie de Geostorm le 21 octobre 2016. En septembre 2015, le studio reporte sa date au 13 janvier 2017. En juin 2016, Warner Bros. annonce la sortie de Geostorm étant à nouveau reportée au 20 octobre 2017.
Ce film sort finalement le 18 octobre 2017 en Belgique et le 1er novembre 2017 en France.

### Accueil critique
Sur l'agrégateur américain Rotten Tomatoes, le film récolte 16 % d'opinions favorables pour 88 critiques. Sur Metacritic, il obtient une note moyenne de 21⁄100 pour 22 critiques.
En France, le site Allociné propose une note moyenne de 2⁄5 à partir de l'interprétation de critiques provenant de 4 titres de presse.

### Box-office
| Pays ou région    | Box-office      | Date d'arrêt du box-office | Nombre de semaines |
| ----------------- | --------------- | -------------------------- | ------------------ |
| États-Unis Canada | 33 700 160 $    | 11 janvier 2018            | 12                 |
| France            | 389 652 entrées | 5 décembre 2017            | 5                  |
| Total mondial     | 221 600 160 $   | -                          | -                  |